# 白智勳
白智勳（羅馬拼音：Baek Ji-hoon，1985年2月28日—），生於大韩民国，大韩民国足球運動員，司職防守中場。

## 球員生涯
白智勳在出道後即被認為是未來的韓國國家代表隊的領軍人物。他是2005年世界青年足球錦標賽韓國國家代表隊的隊長，白智勳曾經想成为門將，但由於身高不夠因此只能司職中場。2003年他代表全南天龍隊在K聯賽中首次亮相，他在頭兩個賽季中主要當替補，後來轉會首爾FC隊。白智勳參加了2006年國際足總世界杯預選賽上韓國隊與沙特隊的比賽，他表示希望能在世界杯中和自己的偶像齊內丁·齊達內交手。2008年，他又入選北京奧運韓國國家代表隊名單。
2018年夏天，白智勳加盟港超聯球會理文。
2019年10月6日，在水原三星蓝翼与首尔FC的比赛前，球隊為白智勋舉行儀式，正式告别职业足球。

## 榮譽
理文
- 香港菁英盃冠軍（2018–19季度）

## 個人生活
2010年11月，韓國演員樸秀珍承認自己正和白智勳交往。她稱：“目前我們相處得很好。”早在2008年7月，就有人多次目擊到兩人約會，有關於兩人戀愛的傳聞也是甚囂塵上。